# Кременівка (Миколаївська область)
Кремені́вка —  село в Україні, у Веселинівській селищній громаді Вознесенського району Миколаївської області. Населення становить 212 осіб. Орган місцевого самоврядування — Веселинівська селищна рада.
Народились:
Харланович Анатолій Васильович (1936 — 2008) — український поет, член Національної спілки письменників України (1995), лауреат Миколаївської обласної премії ім. М. Аркаса (2000).